# メタバース

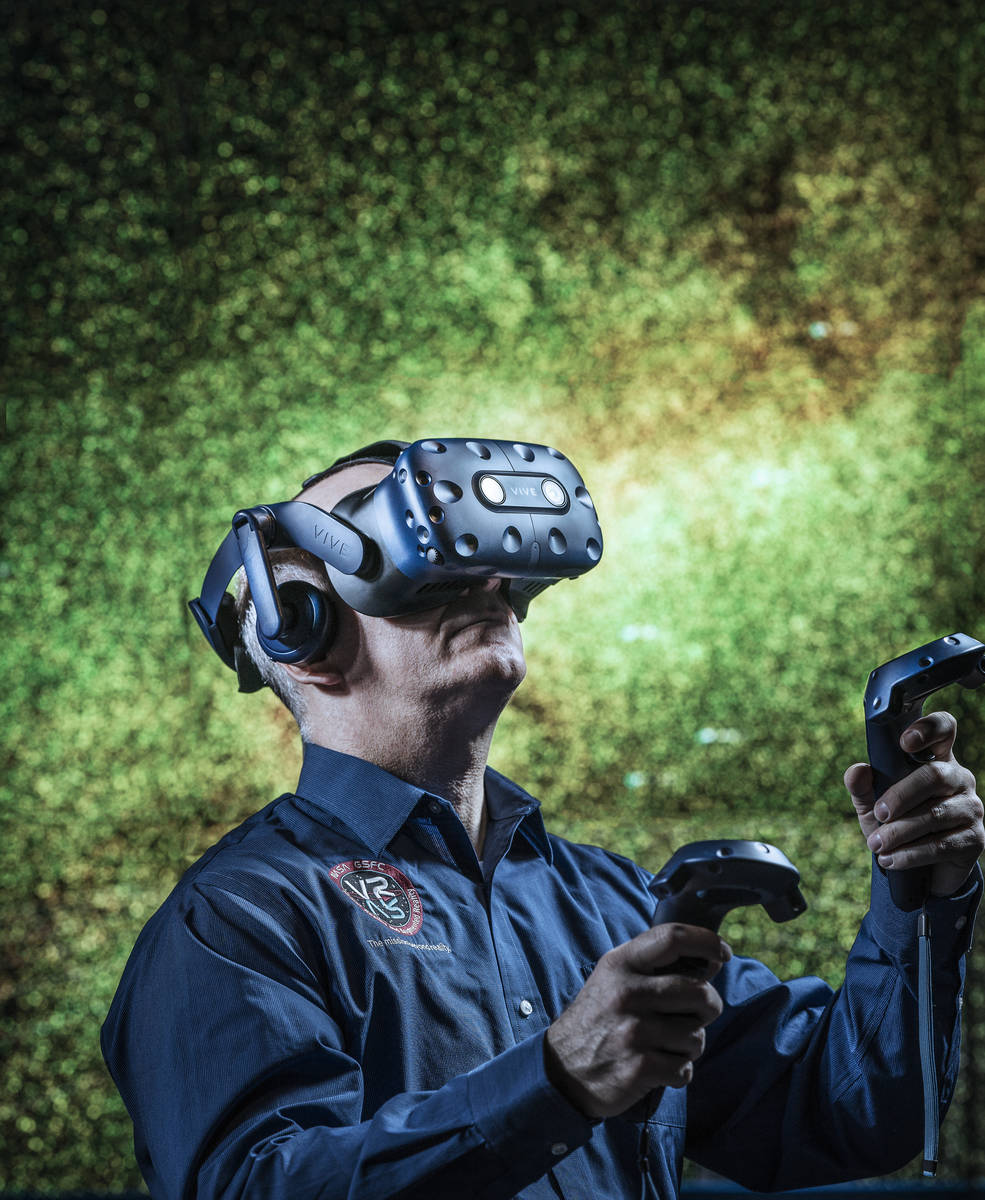
メタバースと仮想現実技術

メタバース (英: metaverse(英語版)) は、コンピュータの中に構築された3次元の仮想空間やそのサービスを指す。近年では、それらの中でも特に、経済性(ユーザー同士でコンテンツ・サービス・お金を交換でき、経済活動が可能である)や、没入性(アクセス手段の一つとしてAR/VRなどの没入手段が用意されている)など、一定の要件を備えたもののことを指すことが多い。

## 解説
日本にあっては主にバーチャル空間の一種で、企業および2021年以降に参入した商業空間をそう呼んでいる。将来インターネット環境が到達するであろう概念で、利用者はオンライン上に構築された3次元コンピュータグラフィックスの仮想空間に世界中から思い思いのアバターと呼ばれる自分の分身で参加し、相互に意思疎通しながら買い物や商品の制作・販売といった経済活動を行なったり、そこをもう1つの「現実」として新たな生活を送ったりすることが想定されている。
メタバースという用語は「超（メタ）」と「宇宙（ユニバース）」を組み合わせた造語である。元々は作家のニール・スティーヴンスンが1992年に発表したサイバーパンク小説『スノウ・クラッシュ』に登場する架空の仮想空間サービスの名称だった。その後、テクノロジーの進化によって実際に様々な仮想空間サービスが登場すると、それらの総称や仮想空間自体の名称として主に英語圏で用いられるようになった。
仮想空間の名称は複数あり、WIRED（つながっている場所）、バーチャル空間、VR（仮想現実空間）、サイバースペース（電脳空間）といったものが挙げられる。
現在はメタバースの定義として様々なものが提案されているが、未だ統一した解釈は存在しない。メタバース解説書『メタバース進化論』（技術評論社、2022）では「空間性」「自己同一性」「大規模同時接続性」「創造性」「経済性」「アクセス性」「没入性」の七要件を満たしたオンラインの仮想空間として定義されている。

## 歴史

### MMORPGの登場
1997年にはウルティマオンラインが世界で初めてMMORPGとして商業的に成功しており、オンラインにおける分身を用いた活動と利用者間の交流という考え方も、その後の様々なMMORPGをベースに普及してきた。それだけではなく、熱心なユーザーを中心としてゲームで活動した仲間と現実で出会うなど、仮想空間から実空間への社会的なフィードバックも起き始めていた。

### Second Lifeブーム
世界で最初にメタバースが注目されたのは2000年代中盤からだった。2006年頃に起こった「メタバース的」な仮想世界サービスの先駆けと言えるSecond Lifeのブームがきっかけだった。当時、ユーザー数が100万人を超えたばかりのSecond Lifeには米国の大手金融機関やコンピュータメーカーなどが参入し、3DCGで作られた仮想世界でアバターを使い、プロモーション活動や発表会などを開催していた。スマートフォンがまだ世に出ていない当時、仮想世界に参加する手段は持ち歩けない家庭用パソコンで、MMORPGのように利用者はマウスとキーボードを駆使しながらアバターを操ったが、家庭用パソコンをもってしても当時のマシンでは3D描画や回線の性能が不足した。ネット慣れしていないメディアや大企業の幹部がブームを主導したため、一過性のバブルで終わった。米Linden Labの日本担当責任者だったジェイソン・リンクは、「勝手に過剰に熱が上がり、勝手に冷めていった」と語っている。なお、この当時はメタバースという言葉が知られていないため、MMORPGから派生したサービスとして認識されていた。

### オンラインゲームの普及
Second Lifeのブームは終わった一方で、2010年代には広い意味での仮想空間としてのメタバースがファイナルファンタジーXIVをはじめ、既に広まりだした。 オンラインゲームでは仮想世界的なものが複数存在し、圧倒的な数のユーザーを集め、若い世代を中心に普及していき、仮想世界慣れした層が生まれた。MinecraftやRobloxといった仮想空間を作れるゲームやxboxを保有しているマイクロソフトも見逃せない存在となっており、メタバースはネット大手企業による次の戦いの場となった。Epic Gamesが運営するオンラインバトルロイヤルゲームの「フォートナイト」はVRゴーグルを使うタイプの仮想空間ではなく、ゲームがベースとなっている。しかし、アバターを使ったオンラインコンサートが実施されるなどゲーム以外の楽しみ方をするユーザーの数は年々増加し、2020年に実施されたトラヴィス・スコットのバーチャルコンサートでは、同時接続数1230万人という小さな国家の総人口並みの人数が参加している。2021年までにソニーグループはEpic Gamesに累計で少なくとも4億5000万ドルを投資している。任天堂のゲーム「あつまれ どうぶつの森」も、メタバースの一つとされている。累計販売本数は3200万を超えており（2021年時点）、JTBがユーザー制作マップ(JTB島)を公開するなど企業活用の模索もされた。

### メタバースブーム
2021年、世界的ソーシャルネットワーク企業のFacebookが業績悪化予測を受けメタバース実現に向けて本格的に動き出したことで、「メタバース」という用語が業界で再浮上した。10月にはFacebookは社名を「Meta（メタ）」に変更すると発表。同社はSNSを主軸に成長してきたが、生みの親であるマーク・ザッカーバーグは、以後は新たな社名のもと、仮想空間の構築に注力し、数年内にSNSの企業からメタバースの企業へ変わると宣言した。ザッカーバーグは2015年時点で「未来では常に装着していられるデバイスによってコミュニケーションは改善される」と語っており、ユーザーはVRヘッドセットを使って「メタバースにテレポート」して、仮想世界の中でリアルなコミュニケーションをするのだという。Facebookは2019年にVRワールド「Facebook Horizon」を発表すると、2021年7月にはメタバースを「次のコミュニケーションプラットフォーム」と位置付け、10月に名称から企業名を廃して「Horizon Worlds」と改称してメタバースのプラットフォームとした。VR空間についてはHorizonという名称で統一し、それまでOculusブランドで展開されてきたVRヘッドセットなどVR/AR分野のハードウェアについては、2022年初頭よりMetaブランドへの統合を行っていくとのこと。
それに対し、Niantic社は、AR技術を使って現実の世界とデジタルの世界を融合させ、人々を直接結びつけるという没入型デジタル環境の仮想世界ではない「現実世界のメタバース」を提唱した。Nianticの創業者兼CEOであるジョン・ハンケは、2021年8月以降、VRヘッドセットに拘束されるようなメタバースを「ディストピアの悪夢」と呼んでいる。人気ARゲーム「ポケモンGO」などの開発を手掛けるNianticは、2021年11月にARアプリ開発者向けの開発キット「Lightship ARDK（Niantic Lightship AR Developer Kit）」を公開した。これは 同社のARゲームの動作基盤となっているプラットフォーム「Niantic Lightship Platform」を他の開発者にも提供してARアプリ開発を後押しするというもので、デベロッパーはそれを利用して新たなプロジェクトを生み出すことができる。これには自力で開発するには相当な手間と労力が必要になる技術を公開することで独立系の開発者がARを活用したアプリを作成することを容易にし、開発者を増やすことで「現実世界のメタバース」というコンセプトを広めていくという狙いがある。また同社は、2千万ドル（約22億6500万円）規模のNiantic Venturesファンドを開設し、Nianticのビジョンに合致する企業に投資する。ローンチ時点で、すでにコーチェラ・フェスティバル、英国の歴史的王宮を管理する非営利組織Historic Royal Palaces、ユニバーサル・ピクチャーズ、全米プロゴルフ協会などのブランドと提携した。

### 事業の縮小
2021年10月、調査企業モーニングコンサルトが米国の成人2200人を対象に Facebookに対する世論調査を行いFacebookの新たなプロジェクトであるメタバースに興味はあるかと尋ねたところ68％が興味なしと回答した。メタバースに興味ある人はミレニアル世代（興味があるが46％）、Z世代（同44％）、都市部のコミュニティにいる人（同43％）、男性（同39％）の順だがどの層も半分以下となった。「メタバース」がこのまま普及していくのか、どのような方式が主流になるのか、インターネットのように様々な企業が作った空間が相互につながる形になるのか、ビデオゲームのように全く別の空間になるのか、はっきりしていないという指摘もあった。
2022年11月から2023年3月までの間に、Metaは業績悪化で2万人以上レイオフ（一時解雇）することを発表した。
2023年3月、ウォルト・ディズニー・カンパニーはメタバース部門を閉鎖し、マイクロソフトはVRプラットフォームを廃止した。

### 日本企業の動向
ゲームから「メタバース」へのアプローチは、日本のゲーム企業にとっても重要な挑戦分野と言え、日本におけるメタバース推進者の一人であるgumi創業者の國光宏尚は、「ソード・オブ・ガルガンチュア」などのVRゲームを手がけるThirdverseの代表取締役としてメタバース事業に注力することを宣言した。GREEグループは子会社の「REALITY」が提供するアニメ調のアバターを使ったスマートフォン向けバーチャルライブ配信アプリを軸に、メタバース事業に注力することを宣言した。メタップス創業者と知られる佐藤航陽は、株式会社スペースデータにおいて衛星データからバーチャル空間に世界を自動生成するAIを開発。自動生成された地球の様々な地域の3Dモデルを公開していき、誰でも無料で使えるように無償提供していく予定だと発表した。なお、メタバースの比較対象に頻繁に挙げられる『ファイナルファンタジーXIV』のプロデューサーである吉田直樹は、2022年5月に「メタバースにエンタメ性はあまり関係がないと思っており、FF14と距離が近いものという認識もないため、意見がない（中略）僕が今後関わるとすれば、メタバースそのものを作ることではなくて、デジタル現実の中で遊ぶ、面白いエンタメコンテンツを作る、という方向になる」という意見を述べている（詳細は吉田直樹 (ゲームクリエイター)#人物を参照）。
2022年1月、KDDIとPsychic VR Labは都市の3Dデータを元に実在空間に合わせたARコンテンツを配信するリアルメタバースを推進する取り組みを発表した。
株式会社バスキュールはJAXA（宇宙航空研究開発機構）の協力のもと、メタバース上にISS（国際宇宙ステーション）を再現したプロジェクト「THE ISS METAVERSE」を実施。ユーザーはバーチャル宇宙飛行士となってISSの周りを宇宙遊泳を楽しめる。また、リアルタイムでISSのフライトポジションを反映しているため、宇宙の朝や夜の景色を眺めるといった楽しみ方も可能。
NTTコノキューが提供するXR空間プラットフォーム「DOOR」では、オリィ研究所と共同開発した分身ロボット「OriHime-D」のアバターによるガイダンス業務を開始。このアバターは障がい者など外出困難な人がパイロットとして操作するため、そのような人たちにVR空間での就労機会や、バーチャルなコミュニケーションを通じた社会参画の機会を提供した。ただし、株式会社NTT QONOQ（コノキュー）は、その後、「DOOR」の提供を2025年3月31日17:00をもって終了した。
ソニーグループは、イングランドの名門サッカークラブ「マンチェスター・シティ・フットボール・クラブ」と契約を締結し、ホームスタジアムであるエティハド・スタジアムを仮想空間上にリアルに再現。選手の骨格情報やプレーデータをもとに、リアルタイムで高精細な動きを再現しており、ファンはアバターとしてスタジアムにいつでもアクセスできる。
三菱UFJ銀行は2025年7月7日、新規客層の開拓手段として完全匿名での金融相談が可能な「三菱UFJ銀行メタバース」をリリースした。

## 利用状況（日本）
MMD研究所が2022年に行った調査によると、日本におけるメタバースの認知度は43.4%、利用経験は5.1%だった。また、利用者のうち60.0%はメタバース内で買い物・課金をしたことがあると回答した。興味のあるメタバースのジャンルとしては、ゲーム（19.9%）が最も多く、次いで音楽・ライブ（17.8%）、ショッピング（12.5%）であった。
上記MMD研究所の調査結果によると、日本での利用者は20代男性が最も多く、年代別だと20代が最多、性別だと男性が約7割であった。また、ソーシャルVR国勢調査2021では、男性が約9割であったという。
一方で、使用される分身のモデルは女性型が多い。約8割の利用者が女性型の分身を使用しており、男性型の分身を使用する割合は、男性で16%、女性で5%であった。なお、美少女の分身をまとって活動することは一般にバーチャル美少女受肉（バ美肉おじさん）と呼ばれる。
その後、生活者にどこまで浸透しているかについては、株式会社電通による「メタバースに関する意識調査2023」によると、「メタバース認知は8割超、Z世代の約4割がメタバースプラットフォームを利用」とのこと。株式会社博報堂ＤＹホールディングスが、全国15～69歳の生活者を対象に、メタバースに関する現状の生活者意識や動向の調査「メタバース生活者定点調査2024」によると、「メタバース関連サービスの認知」38.4％(前年比-2.1pt)、「利用経験」は8.7％(前年比+0.3pt)、更に、アバターは「自分がなりたい理想像」だけでなく「周囲の人間関係を考慮した」選択意識へ変化がみられるなどがあげられている。
また、生活スタイルの多様化やひきこもり・不登校などの問題解決などに、メタバースを活用する事例も増えている。メタバース総研（株式会社CREX）によると、「メタバースの学校教育・企業研修の現場への活用事例」も増えてきているという。教育以外にも活用事例は広がっており、自治体による観光などの地方創生、少子化対策としてのメタバース婚活なども事例が増えている。

## 潜在的実現例

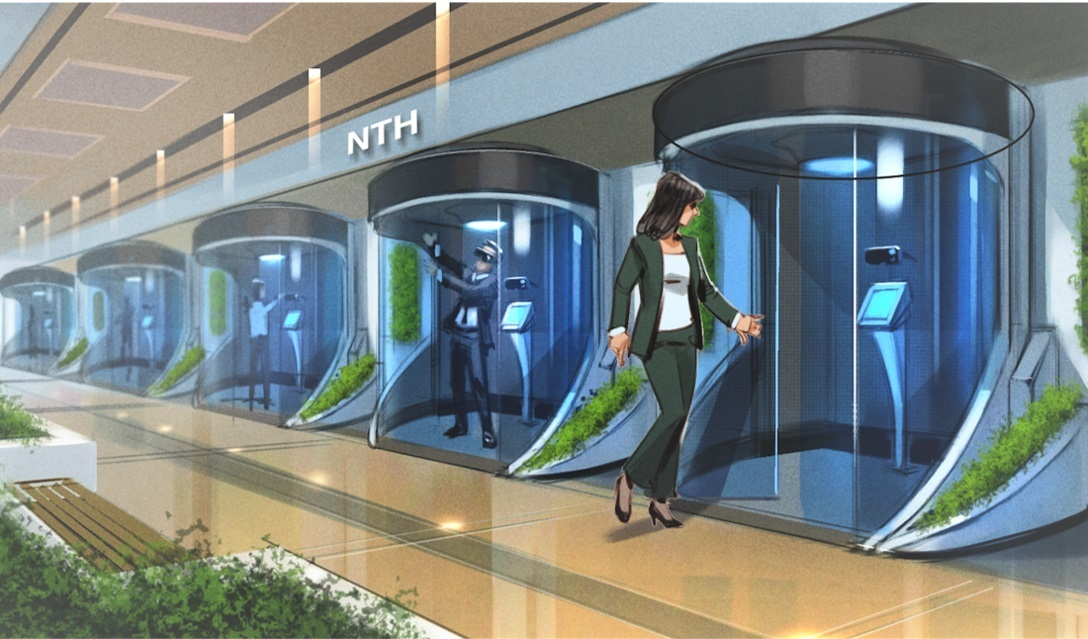
N階と呼ばれるバーチャルオフィススペースの例

開発者の一部は、作業の生産性を向上させるためにメタバーステクノロジーを使用することを提案している。
教育セクター内では、学習のためのインタラクティブ環境を考慮に入れる方法として提案された。
メタバースは、不動産セクターでバーチャルリアリティのホームツアーを主催することも可能である。

## テクノロジー
メタバースは、既存のインターネット技術への拡張案である。メタバースのアクセスポイントには、拡張現実（AR）、複合現実、仮想現実（VR）、仮想世界のテクノロジーに加えて、汎用コンピューターとスマートフォンが含まれる。
メタバース関連の研究とテクノロジーに対するビジネスと商業の関心には、2014年にVR会社Oculus VRを買収したFacebookが含まれ、さまざまなサービスを接続する3Dソーシャルスペースを構築する計画を発表した。
メタバースのVRテクノロジーへの依存は、その開発と大規模な採用に制限を課している。コストとデザインのバランスに起因する制限には、高品質のグラフィックスの欠如と機動性の欠如が含まれる。軽量のワイヤレスヘッドセットは、かさばる有線VRゴーグルシステム用に最適化された画質に欠けている。このテクノロジーを大規模に採用するためのもう1つの問題はコストである。2021年にはHTC Vive Pro2ヘッドセットにコントローラーが追加された。
2021年、韓国政府は、統一された全国的なVRおよびARプラットフォームを構築することを目的とした全国的なメタバース同盟の創設を発表。

### 技術基準
仮想環境間で共通の標準、インターフェース、および通信プロトコルが開発中である。コラボレーションとワーキンググループは、次のような仮想環境間の相互運用性をサポートするための標準とプロトコルを作成しようとしている。
- OpenXR、VRおよびARデバイスとインターフェイスするためのアプリケーションプログラミングインターフェイス（API）、クロノス・グループ（2019年 – 現在）
- 仮想世界 - システム仮想コンポーネントワーキンググループの標準（P1828）[48][49]、IEEE（2010年 – 現在）
- 情報技術 - メディアのコンテキストと制御 - Part 4：仮想世界のオブジェクト特性（ISO / IEC 23005-4：2011年）[50]、ISO（2008年 – 現在）
- 没入型教育テクノロジーグループ（IETG）[51]、メディアグリッド（2008年 – 現在）
- 仮想世界地域エージェントプロトコル（VWRAP）[52]、IETF（2009年 – 2011年）
- メタバースロードマップ[53]、アクセラレイション・スタディーズ・ファウンデーション（2006年 – 2007年）
- オープンソース・メタバース・プロジェクト（2004年 – 2008年）
- X3D、インタラクティブリアルタイム3D（Web3D）のオープンスタンダードとしてのバーチャルリアリティモデリング言語（VRML）の後継。 X3Dは、仮想現実と拡張現実をWebと統合するための承認された標準[54]。

## 批判と懸念

### バズワードとにわか専門家
メタバースという言葉は定義が曖昧であり、専門用語風であり、投機的であり、しばしばバズワードであるとされる。投資性が高い一方でそれが何か不透明であるという状況に乗じて、『乗り遅れたくない』『金もうけのチャンス』という焦りを利用したメタバースについての情報商材、専門家、悪徳商法も次々に現れており、にわか専門家、オンラインサロンが大量出現しているという。メタバースを商材に掲げる企業が雨後の筍のように乱立している様について、Roblox関連企業の社長は、「私が思い出すのは、インターネットの黎明期だ。どこを見てもインターネット一色で、誰もが自称『インターネット企業』だった」と初期のインターネットバブルに状況をなぞらえている。中国ではメタバースが「金を産みそうな未来技術」として言葉が一人歩きし、一儲けを企むインフルエンサーや企業が湧き出て収拾がつかなくなっている。中国検索エンジン大手百度の副総裁は2021年12月に開かれた自社のイベントで、「メタバースでひともうけを考える企業は多く、どれが本物か見分けがつかない状態だ。今は期待値だけが上がっており、来年後半か再来年にはバブルがはじけると信じている」と苛立ちを隠さなかったという。Steam運営会社Valve共同創業者のゲイブ・ニューウェルは、メタバースを語る人がMMOもやったことがないと揶揄し「『ファイナルファンタジーXIV』のラノシア(地名)にいってみろ」「メタバースを巡って、一攫千金を狙うような企みが出回っている」「メタバースについて語るほとんどの人々が、それが何なのかすらまったく理解していない」と批判した。

### 投資詐欺
前述の事も有り、2020年以降はメタバースの話題性に乗じた投資詐欺が急増しているという。米IT情報誌のcnetが報じるところによると、米国では2021年にサイバー犯罪の被害額が過去最悪なまでに激増し、激増の内訳は詐欺および投資であるという。同紙では「サイバー犯罪者たちが暗号資産やNFT、メタバースといった注目度の高い話題を悪用し、架空のプロジェクトをでっち上げてお金を巻き上げた」というITセキュリティ企業の見解を紹介し、「NFTやメタバースに用心」と題して報じた。日本ではメタバースを題材とした投資詐欺として有名なものにエクシングワールドがあり、メタバース上の架空の仮想空間への投資話で資金を詐取する「投資詐欺」「マルチ商法」「バーチャル原野商法」として社会問題となったことがある。

### 暗号資産（暗号通貨/仮想通貨）
クリプトメタバースとは、ブロックチェーンを活用した相互接続されたデジタル環境のことで、デジタルランドスケープにアバターとして表現されたユーザーが、暗号通貨を利用して交流し、仮想土地、アバターアイテム、その他のデジタル商品など、さまざまなデジタル資産の売買を可能にする。 デジタル資産の所有権は通常、非可溶トークンの形で表される。 企業はクリプト・メタバースを利用して製品やサービスを宣伝し、消費者とブランドとのエンゲージメントを促進する。 例えば、消費者はRoblox暗号メタバース上のGucci Town、Vans World、Nikeland、Ralph Lauren Winter Escapeでデジタルアイテムを購入したり、Decentraland暗号メタバース上の仮想Dolce & Gabbanaファッションショーに参加したり、Sandbox暗号メタバース上のSnoop DoggやParis Hiltonとの限定仮想パーティーに参加したりすることができる。
調査によると、メタバースの不動産経済は物理的な不動産に似ており、主要なランドマーク、有名な地主、記憶に残る住所、賑やかな通りの近くではプレミアムがつく。  2021年12月、ある投資家はサンドボックス上のスヌープ・ドッグの仮想邸宅に隣接するデジタル不動産の区画に45万米ドルを支払った。 調査によると、クリプト・メタバースの投資家は、自己表現とイノベーションを通じて美学とアイデンティティに惹かれる人、社会的つながりとコミュニティへの参加を求める人、投機と投資に重点を置く人、技術革新と破壊に関心を持つ人の4つの主要グループに分類できる。 2023年8月現在、クリプトメタバースの時価総額は70億米ドルから120億米ドルとなっている。以前は、財務予測は大きく異なっていた： J.P.モルガンは2022年10月にメタバースが1兆米ドルのビジネスチャンスになると推定し、マッキンゼーは2022年6月に5兆米ドルの評価を予想し、シティグループは8兆～13兆米ドルのビジネスチャンスを予測した。

### プライバシー
メタバースの運営企業はウェアラブルデバイスやユーザーとのやり取りを通じてユーザーの個人情報を収集する可能性が高いため、メタバースにおける情報プライバシーが懸念されている。メタ社（旧Facebook）は、メタバース内においてもターゲティング広告の実施を予定しており、利用者のプライバシーの流出が懸念されている。

### 依存
ユーザーのメタバースに対する依存は、メタバースに関する懸念事項のひとつである。インターネット依存症、ソーシャルメディア、およびビデオゲーム依存症は、うつ病、不安神経症、肥満など、長期間にわたって精神的および肉体的な影響を与える可能性がある。専門家は、メタバースが既存のインターネット技術と同様の方法で現実からの「逃避」として使用される可能性も懸念している。

### エコーチェンバー
メタバースは、エコーチェンバー現象とフィルターバブルの社会的影響を拡大する可能性がある。メタバースは各人の信念に基づいて仮想世界をアルゴリズムで生成でき、メタバースは利用者への求心力を維持または増加させるために、偏ったコンテンツでユーザーの現実の認識をさらに歪める可能性がある。ARのパイオニアであるルイス・ローゼンバーグは、メタバースはソーシャルメディアよりもさらに社会の分断を広げる可能性があると警告した。

### 無法
2009年頃から、仮想世界が無法地帯であるため、仮想世界のための法制度を整えるべきという主張が一部の法律家により行われている。技術革新により際限なくリアルになって行く仮想世界で犯罪体験が横行した場合、犯罪体験に影響を受けた者が現実でも同様の行動に及ぶ可能性があるためである。

## メタバースを取り扱った作品

### VRタイプ
- 『トロン』（1982年）、『トロン: レガシー』（2010年）…主人公が物質転送機によって送り込まれるコンピュータ内部の世界で、それ以外の登場人物は全て「プログラム」という扱い[2]。続編の『トロン: レガシー』では「グリッド」と命名された[88]。
- 『電脳空間』または『スプロール』シリーズ（『ニューロマンサー』『記憶屋ジョニー』など、1984年〜1989年）…意識ごと没入する「マトリックス」と呼ばれる電脳空間。電子情報網を視覚象徴化した共感覚幻想（GUI）。「サイバースペース」 (英:Cyber-space)という造語と「電脳空間」という和訳はこの作品で初めて使用された。
- 『攻殻機動隊』シリーズ（1989年〜）…インターネット上に広がる電脳空間。
- 『スノウ・クラッシュ』（1992年）…語源となった仮想空間「メタバース」[3]。
- 『デジタルモンスター』シリーズ（1997年）…「デジモンワールド」または「デジタルワールド」と呼ばれる電脳空間、あるいはそこに存在する惑星のような球状の世界。
- 『マトリックス』シリーズ（1999年〜）…人工知能の誕生で生まれた自我を持った機械により、人類が動力源として幽閉されていた仮想現実システム「マトリックス」[89]。
- 『アヴァロン』（2001年）…現実世界で使える報酬を得ることが出来る非合法オンラインゲーム「アヴァロン」をプレイする仮想現実空間。ゲームから抜け出せずに「未帰還者」となる人間を生み出すこともある。
- 『ソードアート・オンライン』シリーズ（2002年〜）…約1万人のユーザーが世界初のVRMMORPG「ソードアート・オンライン」をプレイする完全なる仮想空間。しかし自発的にログアウトできなくなり、そこでデスゲームが行われることになる。
- 『サマーウォーズ』（2009年）…人々が集い、自分の分身となるキャラ「アバター」を設定して現実世界と変わらない生活を楽しむことができるインターネット上の仮想世界「OZ」。全世界の老若男女10億人がアカウントを所有し、電話やインターネットから簡単にアクセスできる。デジタル空間でのアバターの活動が当然のように現実世界のIDと紐づけられている[88]。
- 『シュガー・ラッシュ』（2012年）、『シュガー・ラッシュ:オンライン』（2018年）…登場人物であるゲームキャラクターたちが活動するインターネット空間[90]。
- 『ゲームウォーズ』（原題：READY PLAYER ONE、2011年）、『レディ・プレイヤー1』（2018年）…世界最大規模のSNS型オンラインゲーム「オアシス」をプレイする仮想空間[88]。VRゴーグルやVRグローブなどを装着することで現実と離れた仮想世界に没入し、ゲームに参加したり他者と交流したりする[12]。アバターは好きな姿に変えることが可能。
- 『竜とそばかすの姫』（2021年）…全世界で50億人以上が集い、「As」と呼ばれる自分の分身を作ってまったく別の人生を生きることができるインターネット上の仮想空間＜U＞[6]。＜U＞内には独自のエンタテインメント媒体が構築されており、有名な存在はVR空間から現実世界に発信されて話題になることもあるが、あくまでも人気があるのは「As」での姿で、現実世界では無名のままである。
- 『フリー・ガイ』（2021年）…ルール無用のオンラインアクションゲーム「フリー・シティ」をプレイする仮想空間。

### ARタイプ
- 『電脳コイル』（2007年）…子供たちの間で大流行しているウェアラブルコンピュータ/スマートグラスの「電脳メガネ」を用いて現実世界の上に重ねたAR仮想空間で、それを応用した技術が自動運転車のナビゲーションシステムなど社会インフラの一部として組み込まれている[88][90]。仮想空間の操作は、電脳アイテム（現実空間に投影されたパソコンのモニターやキーボード、封筒型の電子メールなど）を介した入力操作やジェスチャー（指電話の形を作ることで電話がかけられるなど）などのモーションコマンドや音声コマンドなどのMR技術を使って行う[91]。また、通常は現実世界とはリンクしていないVR仮想空間「あっちの世界」も登場する。